# پلیزنت گروو، اوهایو
پلیزنت گروو (به انگلیسی: Pleasant Grove) یک منطقهٔ مسکونی در ایالات متحده آمریکا است که در شهرستان ماسکینگام، اوهایو واقع شده‌است. پلیزنت گروو ۸٫۳ کیلومتر مربع مساحت و ۲٬۰۱۶ نفر جمعیت دارد و ۲۸۱ متر بالاتر از سطح دریا واقع شده‌است.